# Turn on the Bright Lights
Turn on the Bright Lights è il primo album del gruppo musicale statunitense Interpol, pubblicato il 20 agosto 2002 per la Matador Records.

## Il disco
Questo esordio è stato accolto in modo molto positivo dalla critica e considerato una delle uscite migliori dell'anno. Propagandante un rock a bassa voce, fatto di atmosfere create da gentili riff di chitarra mai sbattuti in faccia, gli strumenti risultano come sovrapposti l'uno all'altro, l'album cresce traccia dopo traccia, passando per i singoli Obstacle 1, PDA e Say Hello to the Angels, tutti concentrati nella prima metà del disco, per poi passare alla parte più intimista ed echeggiante dei Joy Division e dei Cure di Seventeen Seconds, con Hands Away, Stella Was a Diver and She Was Always Down e la finale Leif Erikson, che proietta in nebbiose atmosfere vichinghe (Leif Erikson fu infatti l'esploratore che si crede abbia scoperto l'America settentrionale nell'XI secolo).

## Tracce
1. Untitled – 3:56
2. Obstacle 1 – 4:11
3. NYC – 4:20
4. PDA – 4:59
5. Say Hello To The Angels – 4:28
6. Hands Away – 3:05
7. Obstacle 2 – 3:47
8. Stella Was A Diver And She Was Always Down – 6:27
9. Roland – 3:35
10. The New – 6:07
11. Leif Erikson – 4:00

Le bonus tracks Interlude, Specialist, Hands Away (Peel Session) e Obstacle 2 (Peel Session) sono incluse in vari import.

## Singoli
- PDA (giugno 2002).
- Say Hello to the Angels (maggio 2003). B-sides: NYC (demo).
- Obstacle 1 (settembre 2003). B-sides: PDA (morning becomes eclectic) - Hands Away (Peel Sessions)

## Riconoscimenti
- numero 1 – Pitchfork: Top 50 Albums of 2002
- numero 5 – Stylus: Top 20 Albums of 2002 Archiviato il 24 aprile 2012 in Internet Archive.
- numero 10 – NME: Albums of 2002

## Formazione
- Paul Banks: chitarra, voce
- Daniel Kessler: chitarra, voce
- Carlos Dengler: basso, tastiera
- Sam Fogarino: batteria